# 溫哥華美術館

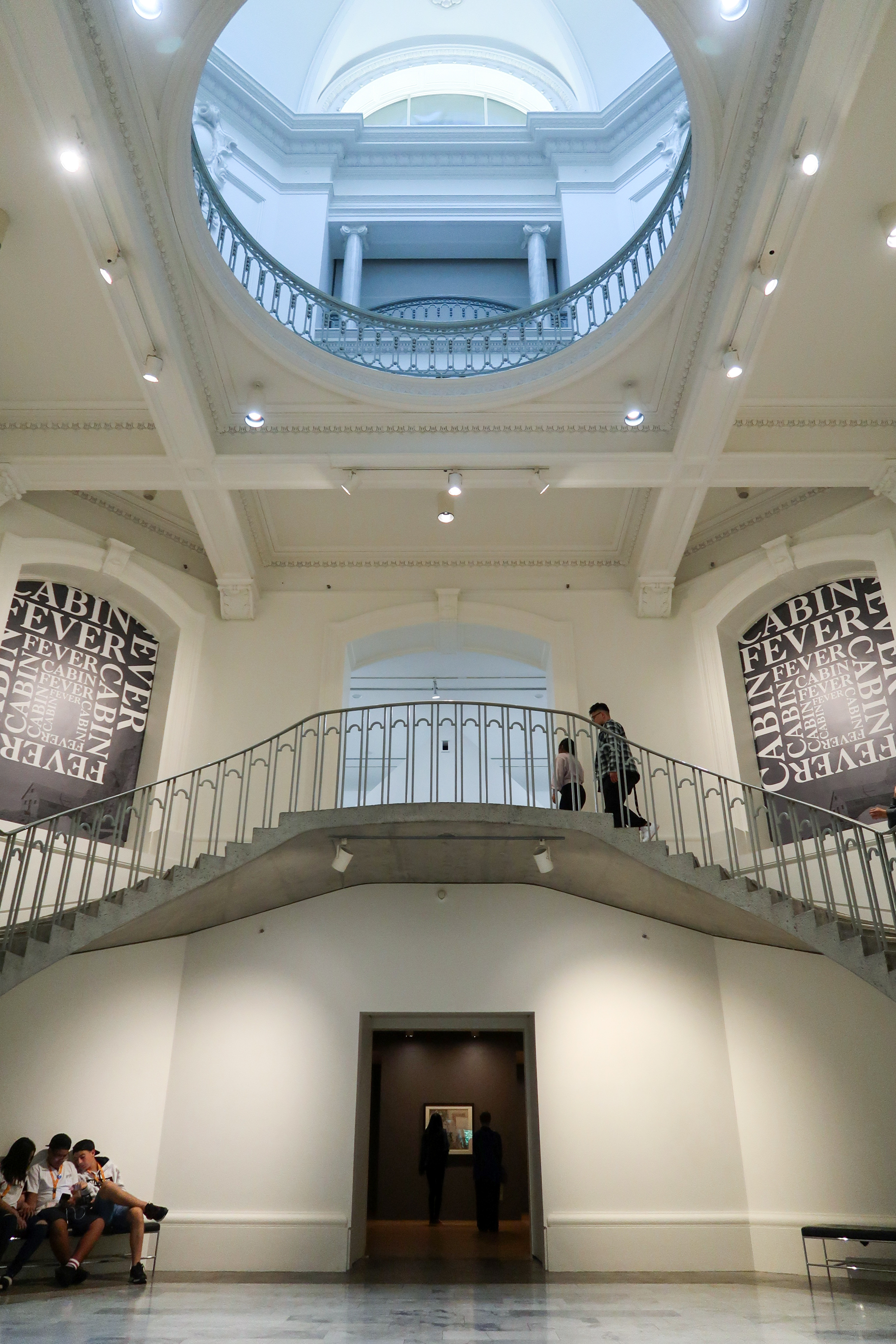
中庭樓梯

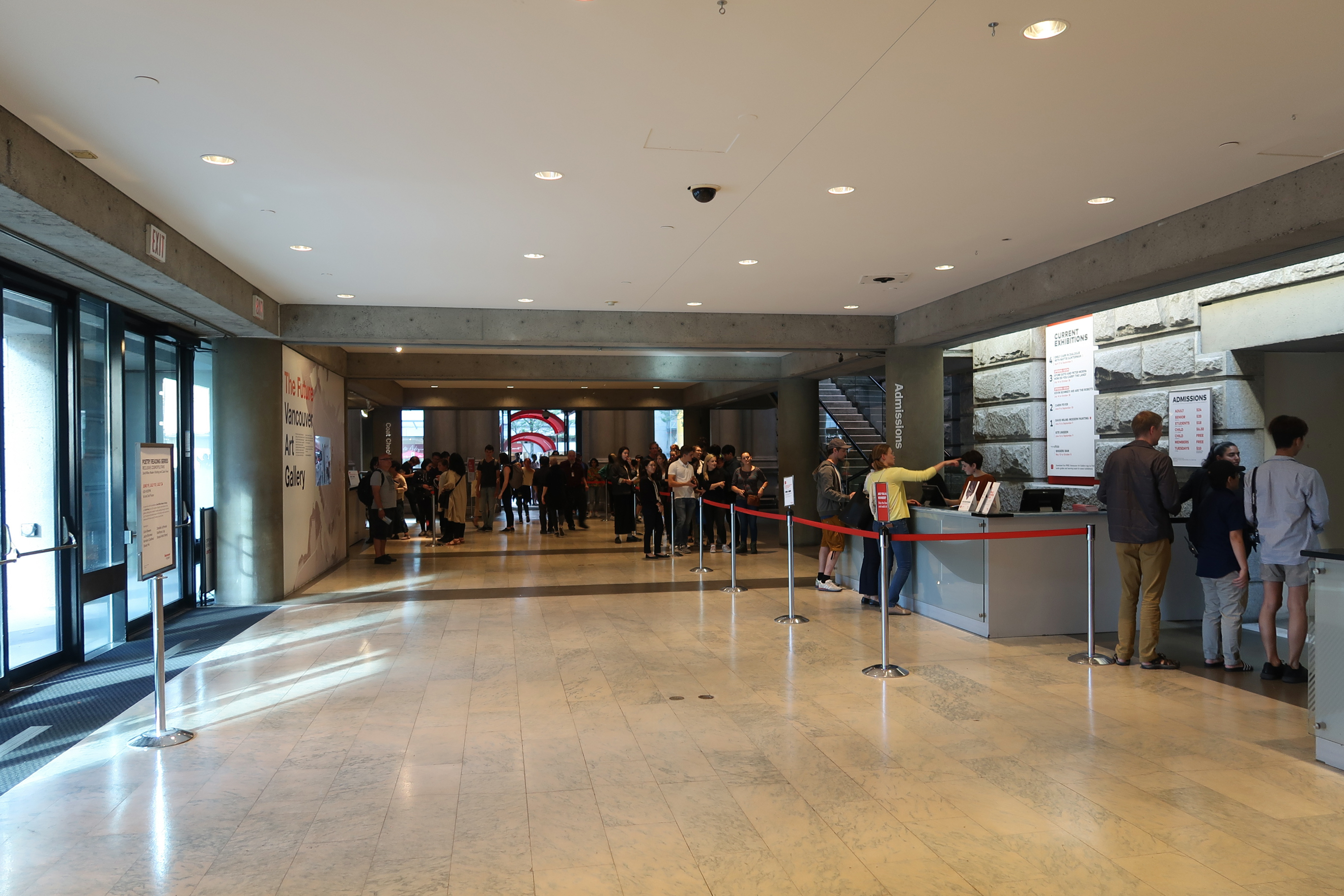
地下大堂

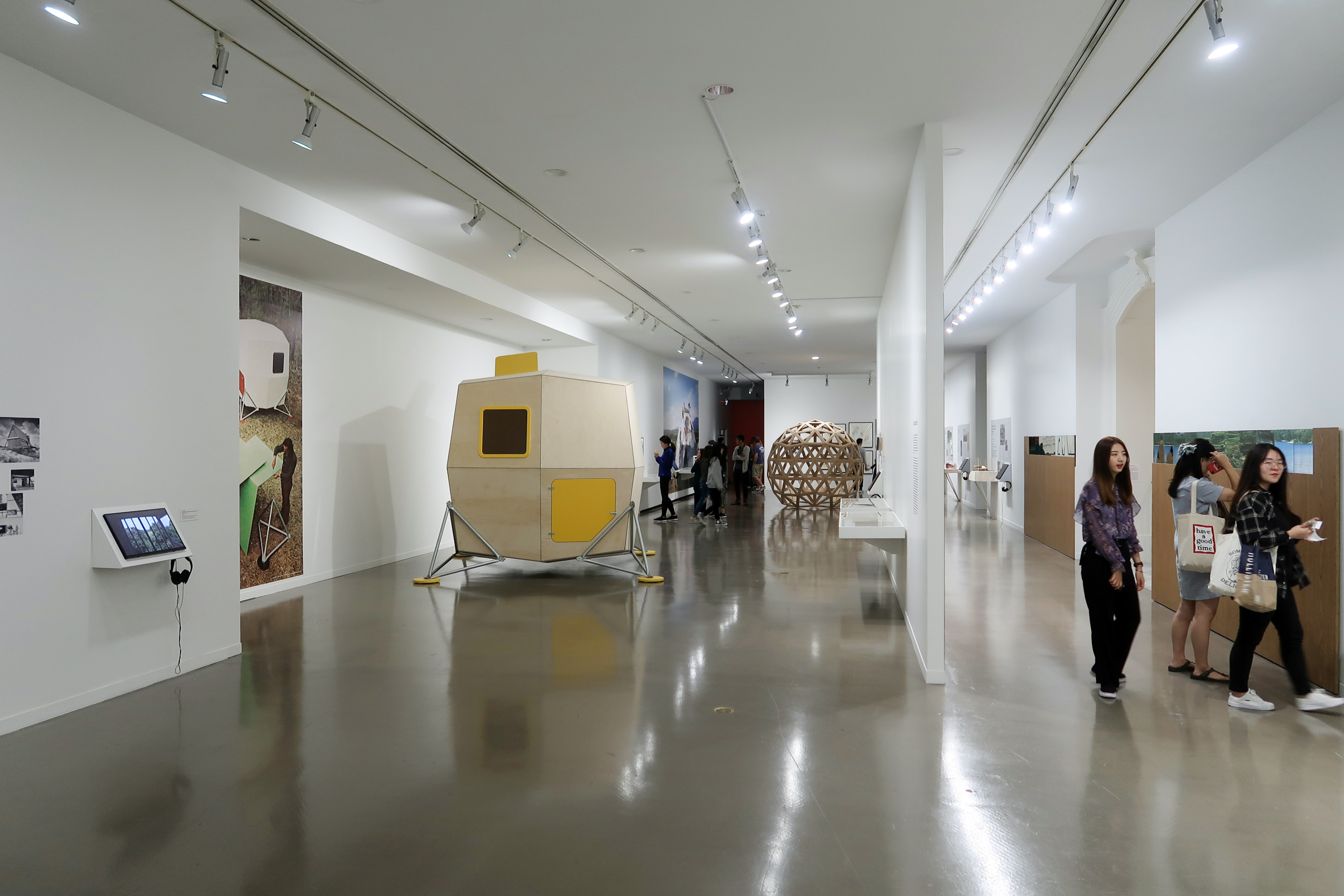
2樓展覽廳

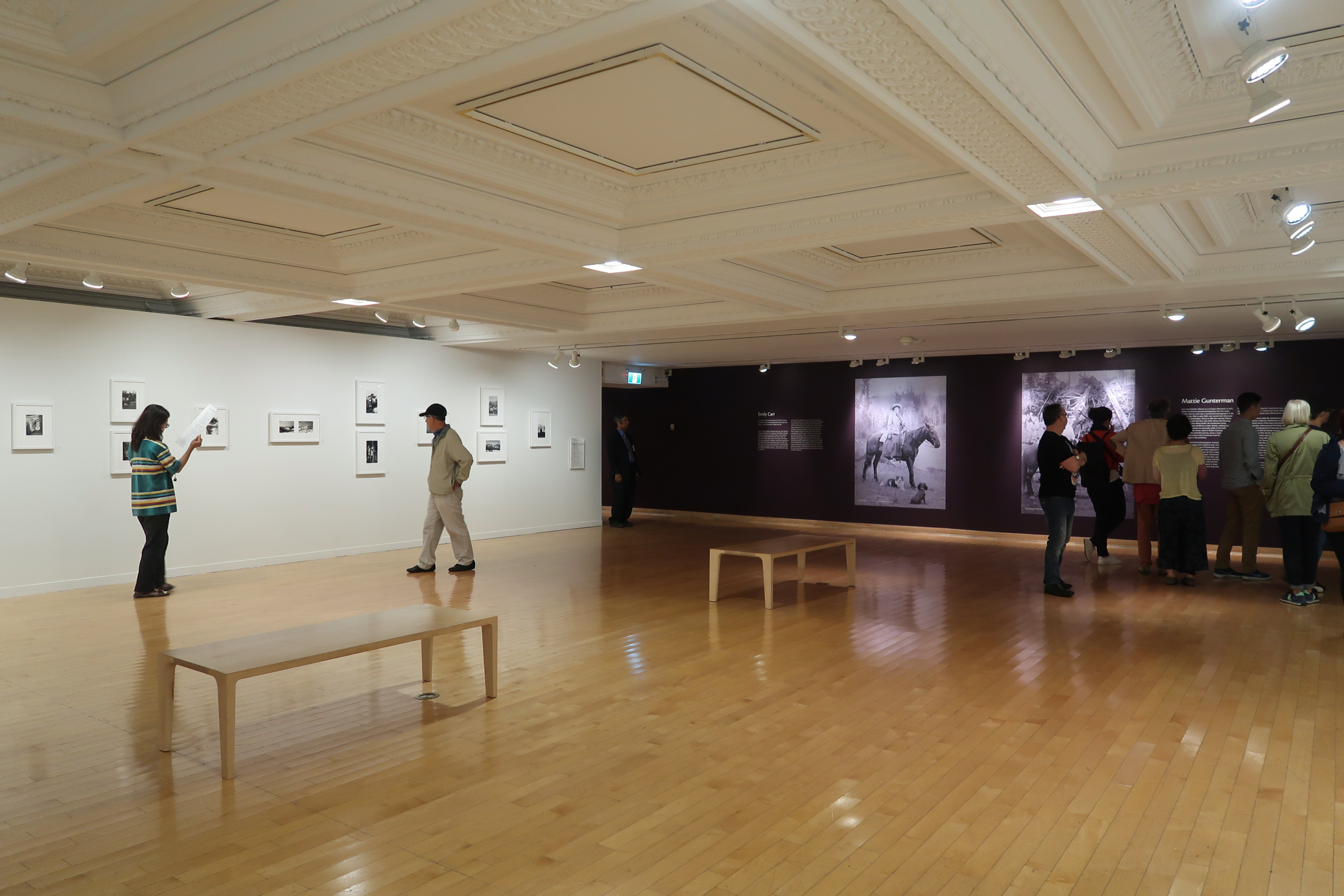
4樓展覽廳

溫哥華美術館（英語：Vancouver Art Gallery）位於加拿大卑詩省溫哥華，是加拿大第四大、西部最大的美術館。本館擁有約1萬件永久收藏品，當中包括艾密利·卡爾和七人畫派的作品。

## 歷史
溫哥華美術館的原址位於佐治西街1145號，於1931年3月動工。以本地商人亨利·史東為首的一眾藝術愛好者為項目籌集13萬元，當中4萬元用作興建大樓，而大樓所在的土地則由溫市政府捐贈。為了擴建美術館以展出艾密利·卡爾在1945年臨終前遺贈予卑詩省政府的157件作品，卡爾的生前好友羅倫·哈理斯協助籌得30萬元經費，而溫市政府亦提供相同金額的款項；擴建工程於1951年完成。
隨著英屬哥倫比亞省法院於1979年遷進位於洛遜廣場的新大樓，舊法院大樓也於1981年至1983年間改建成溫哥華美術館的新館。耗資2千萬元改建的大樓擁有41,400平方英尺（3,850平方）的展覽空間，並於1983年10月正式對外開放。舊法院大樓於1906年落成，由法蘭西斯·拉頓布利設計，被溫哥華市政府列為甲級歷史建築。

## 未來發展
舊法院大樓的展覽空間已不敷應用，只能展出1萬件永久收藏品中的3%，美術館因此正另覓新址。館方有意在佐治街夾甘比街處興建新館；該片土地由溫哥華市政府持有，計劃還需交市議會討論。項目預計約需3500萬元資金，當中500萬元會由卑詩省政府支付。市議會若通過方案的話，館方便會進行募款活動和設計比賽，新館於2018年5月動工。

## 外部連結
- 官方网站（英文）